# 郁钧剑
郁钧剑（1956年4月16日—），江苏南通人，生于广西桂林，中国男高音歌唱家，一级演员。除去歌唱之外，他也是一名書法家、畫家、作家，曾出版《家在桂林》、《郁钧剑·歌唱问答111例》等作品。
郁钧剑担任中国文联全委、中国环境文化促进会副会长，还担任中国人民对外友好协会、中华海外联谊会、中国人权研究会、中国音乐家协会理事。他是中国作家协会、中国美术家协会、中国书法家协会会员。他还享受国务院政府特殊津贴。
他是第九、十、十一、十二届全国政协委员，第七、八、九届全国青联常务委员。

## 生平
1956年生于广西桂林。1971年进入桂林歌舞团。1979年考入总政歌舞团。先后毕业于中国音乐学院、北京大学艺术学系研究生班。2002年12月，任中国文联演艺中心主任。

## 理論與成就

### 歌唱
郁鈞劍在2016年出版了《郁钧剑歌唱问答111例》一書，書中指出當時中國所謂的民族唱法本質上都是美聲唱法，而非中國本來的民族唱法，他說：
|  | 美声唱法要求声音位置、共鸣和气息的统一，而民族唱法讲究‘韵味’，不在于嗓门有多大、调门有多高。甚至为了表现歌曲的意境内涵，民族唱法不惜刻意运用那些被‘科学方法’认为是错误的‘白声’和‘嗲声’。现在很多歌手有一个误区，认为民族唱法必须以美声训练做基础，因此，真正的民族唱法训练和演唱已经失去了。 |

據郁钧剑自述，他的唱法就曾被視為“不正统”，因此他也從未参加任何歌唱比赛。他認為“歌曲的文学性和音乐性应该各占一半”，甚至文學成分更多一些。因為大部分歌曲都是先有歌詞後有曲谱，歌詞決定了歌曲的旋律和风格，因此“包含歌词的音乐应该叫‘音乐文学’”。

### 書畫
除去歌唱之外，郁钧剑在书法、绘画上也有一定造詣，他曾出版過三部书画集，1993年、2011年兩度於中国美术馆举办个人书画展。他對當時書法界存在的腐敗現象十分不滿，2015年3月4日舉辦的中國兩會小組討論上，他作為全國政協委員說道：
|  | 为什么书法界有大量的腐败？说实话，我自己都看不起书法界。一些人写的字很破，就成了中国书法家协会会员，成了什么文化协会副会长、副主席，丢死人了，这是对中国文字的亵渎。 |

他認為“把书法作为艺术形式，是对汉字的一种亵渎”，因為漢字書寫是中國人應該具備的基本素質，“中国几千年的历史不把书法作为艺术，它要求每一个有道德的人、有智商的人必须要写好字的。”